# Trinidad Guevara
Trinidad Ladrón de Guevara Cuevas (Santo Domingo Soriano, Banda Oriental del Virreinato del Río de la Plata - 11 de mayo de 1798,  Buenos Aires 24 de julio de 1873) fue una actriz uruguaya de teatro que tuvo una extensa carrera artística.

## Biografía
Nació en la casa de los Marfetán ubicada en Villa Soriano, en calle Ituzaingó y Lavalleja. Era la hija del actor y archivero de la Compañía Cómica de Montevideo, Joaquín Ladrón de Guevara y de la criolla Dominga Cuevas. Vinculada al arte escénico desde su más temprana juventud, hizo debut a los 13 años como actriz secundaria en la Casa de Comedias de Montevideo, bajo la dirección de Bartolomé Hidalgo. A los 17 años realizó el primer papel protagónico.
Fue madre soltera al tener a su hija Carolina Oribe Guevara fruto de su relación con el entonces General militar y luego presidente constitucional de Uruguay Manuel Oribe a los 18, pero eso no hizo que interrumpiera su carrera. En 1817 entró al elenco del Teatro Coliseo de Buenos Aires y a los 19 años fue la favorita del público porteño. A los 21 años tuvo a su segundo hijo, al que llamó Caupolicán. Ya convertida en actriz de respeto y que ejercía una especie de profesorado entre los actores, lideró la compañía del Coliseo.
Mujer de gran belleza física, de atractivos rasgos mestizos heredados de su madre, cautivó a varios hombres que la conocieron. En junio de 1821, el padre Castañeda publicó un artículo contra Trinidad, donde la califica de «mujer prostituida» y de «cloaca de vicios e inmundicias». Dice así: 

«La Trinidad Guevara es una mujer que por su criminal conducta ha excitado contra sí el odio de las matronas y la excecración de sus semejantes. Su impavidez la arroja hasta presentarse en el teatro con el retrato al cuello de uno de sus aturdidos que, desatendiendo los sagrados deberes de su legítima esposa y familia, vive con esta cómica... esta Ana Bolena».

Trinidad responde en un volante impreso: 

«Público respetable: la agresión tuvo por causa defender el decoro de la señora Ujier y un periodista sacerdote ha venido a ser sacrificador. Así se me ha calumniado en un papel que bien podría servir de tumba a la libertad de imprenta en el país más fanático de ella. Según el autor yo pertenezco a las furias, no a las mujeres. Pero ¿he dicho yo alguna cosa en contra de ella o ha sido el mismo público? Y aunque fuera justo vengarse en mí, ¿sería preciso que un sacerdote periodista fuera el sacrificador y la gran Buenos Aires el templo donde yo fuera sacrificada? Yo soy acusada, más bien diré calumniada: hambre rabiosa con que despedazan a una mujer que nunca los ofendió. El pueblo ilustrado la reputará, no como una mujer criminal, sino infeliz».

Cuando reaparece en escena, después de varias noches, es recibida por el público con grandes aplausos.
Trinidad Guevara continúa su carrera y también interpreta roles masculinos como otras actrices de la época; en 1826 actúa como el joven Pablo en la tragedia Virginia de Alfieri, donde según Arturo Capdevila, «hacía un Pablo “que era para comérselo”». Hizo otros obras como El amor y la intriga. El buen éxito fue casi siempre compañero inseparable de Trinidad. Actuaba sin gazmoñerías, humanizando sus personajes con un estilo que le era propio, con hermosa voz y dicción perfecta. En 1832, coinciden en un mismo escenario Trinidad Guevara y Juan Aurelio Casacuberta, luego de que él hiciera una brillante carrera en la que no creía la actriz, que lo consideraba bailarín y no comediante.
A Trinidad no le faltaba sentido del humor y recitaba muy a menudo esta seguidilla limeña:

«No me mires, que miran que nos miramos,
miremos la manera de no mirarnos,
no nos miremos y cuando no nos miren,
nos miraremos...»

Los chismes de ella acerca de sus amoríos siguen surgiendo, y para colmo se envenena al tomar como remedio veneno para ratas del que la salva un médico de la policía. Esto la convierte en tema obligado de tertulias más o menos ociosas. Como no le gustaba el escándalo abandonó el país. Renunció a todo: aplausos, admiración, dinero; a todo menos a su portarretrato. Actuó en Montevideo, Córdoba, Mendoza y numerosas ciudades de Chile.
Volvió a Buenos Aires en 1856, hizo su última función en su beneficio en el Teatro El Porvenir y tres días más tarde anunció su retiro de las tablas a través de un comunicado de prensa. Trabajó durante 46 años en las tablas.
Murió el 24 de julio de 1873, a los 75 años, olvidada, sin ningún comentario en los diarios porteños por su deceso. Fue enterrada en el Cementerio de la Recoleta. Una calle de Buenos Aires lleva su nombre en su homenaje.
En 1985 se le impuso su nombre por primera vez a un teatro siendo este el Teatro Municipal "Trinidad Guevara" de Luján (Bs. As. Argentina). Una calle del barrio de Puerto Madero lleva su nombre.